# Embrithopoda
Az Embrithopoda az emlősök egy kihalt rendje, amely az eocén és oligocén időszakok idején élt. Mintegy 34 millió évvel ezelőtt jelentek meg és 23 millió évvel ezelőtt haltak ki.
Az embrithopodák kinézetre orrszarvúra hasonlíthattak, de a szarvaik csontból voltak, és nem keratinból. Nem is minden embrithopodának volt szarva. Külsejük ellenére nem az orrszarvú, hanem az elefánt rokonai voltak. Legközelebbi ma élő rokonaik a szirtiborzfélék (Hyracoidea), és lehetséges, hogy valamennyi ormányos ősei voltak. Jelenleg az Afrotheria főrendbe sorolják őket.
Embrithopoda, például Arsinoitherium fosszíliákat Egyiptomban, Mongóliában, Törökországban és Romániában találtak (az 1970-es évekig a csoportból csak az Arsinoitheriumot ismerték).